# Snow-board la Jocurile Olimpice de iarnă din 2022 - Big air (feminin)
Proba de snow-board big air feminin de la Jocurile Olimpice de iarnă din 2018 de la Beijing, China a avut loc pe 14 și 15 februarie 2022 la Big Air Shougang.

## Program
Orele sunt orele Chinei (ora României + 6 ore).
| Dată         | Ora                                | Rundă                                                    |
| ------------ | ---------------------------------- | -------------------------------------------------------- |
| 14 februarie | 9:30-10:14 10:15-10:59 11:00-11:45 | Calificări cursa 1 Calificări cursa 2 Calificări cursa 3 |
| 15 februarie | 9:30-9:50 9:52-10:12 10:15-10:35   | Finala cursa 1 Finala cursa 2 Finala cursa 3             |

## Rezultate calificări
C — Calificare în finală
Primele 12 sportive s-au calificat în finală.
| Loc | Nr. de concurs | Ordine | Nume                 | Țară                       | Manșa 1 | Manșa 2 | Manșa 3 | Total  | Note |
| --- | -------------- | ------ | -------------------- | -------------------------- | ------- | ------- | ------- | ------ | ---- |
| 1   | 2              | 4      | Zoi Sadowski-Synnott | Noua Zeelandă              | 85,50   | 62,25   | 91,00   | 176,50 | C    |
| 2   | 6              | 17     | Kokomo Murase        | Japonia                    | 85,00   | 72,75   | 86,00   | 171,00 | C    |
| 3   | 3              | 2      | Reira Iwabuchi       | Japonia                    | 83,00   | 75,50   | 11,75   | 158,50 | C    |
| 4   | 9              | 14     | Laurie Blouin        | Canada                     | 68,00   | 67,25   | 88,25   | 156,25 | C    |
| 5   | 1              | 1      | Miyabi Onitsuka      | Japonia                    | 80,75   | 72,25   | 73,50   | 154,25 | C    |
| 6   | 7              | 24     | Anna Gasser          | Austria                    | 73,25   | 62,25   | 80,25   | 153,50 | C    |
| 7   | 8              | 15     | Tess Coady           | Australia                  | 74,00   | 54,75   | 62,25   | 136,25 | C    |
| 8   | 11             | 25     | Annika Morgan        | Germania                   | 12,00   | 64,25   | 68,00   | 132,25 | C    |
| 9   | 30             | 13     | Rong Ge              | China                      | 10,75   | 64,00   | 65,75   | 129,75 | C    |
| 10  | 17             | 18     | Jasmine Baird        | Canada                     | 69,00   | 60,50   | 69,00   | 129,50 | C    |
| 11  | 13             | 8      | Melissa Peperkamp    | Olanda                     | 60,00   | 68,25   | 58,00   | 128,25 | C    |
| 12  | 15             | 19     | Hailey Langland      | Statele Unite ale Americii | 62,00   | 65,50   | 21,25   | 127,50 | C    |
| 13  | 23             | 9      | Bianca Gisler        | Elveția                    | 50,00   | 63,50   | 63,75   | 127,25 |      |
| 14  | 20             | 11     | Šárka Pančochová     | Cehia                      | 20,75   | 62,75   | 60,25   | 123,00 |      |
| 15  | 4              | 5      | Jamie Anderson       | Statele Unite ale Americii | 30,00   | 29,50   | 89,75   | 119,75 |      |
| 16  | 22             | 10     | Klaudia Medlová      | Slovacia                   | 62,25   | 51,00   | 29,75   | 113,25 |      |
| 17  | 31             | 12     | Kamilla Kozuback     | Ungaria                    | 51,50   | 5,50    | 59,00   | 110,50 |      |
| 18  | 26             | 20     | Urška Pribošič       | Slovenia                   | 43,00   | 25,75   | 63,75   | 106,75 |      |
| 19  | 19             | 28     | Courtney Rummel      | Statele Unite ale Americii | 44,75   | 56,25   | 38,75   | 101,00 |      |
| 20  | 28             | 6      | Carola Niemelä       | Finlanda                   | 12,75   | 58,50   | 42,25   | 100,75 |      |
| 21  | 10             | 22     | Brooke Voigt         | Canada                     | 65,00   | 31,00   | 17,50   | 96,00  |      |
| 22  | 5              | 3      | Enni Rukajärvi       | Finlanda                   | 25,75   | 17,25   | 63,50   | 89,25  |      |
| 23  | 21             | 16     | Ariane Burri         | Elveția                    | 57,75   | 18,75   | 27,25   | 85,00  |      |
| 24  | 16             | 30     | Evy Poppe            | Belgia                     | 44,00   | 60,75   | 21,00   | 81,75  |      |
| 25  | 14             | 27     | Katie Ormerod        | Marea Britanie             | 14,75   | 60,25   | 9,50    | 69,75  |      |
| 26  | 24             | 7      | Ekaterina Kosova     | COR                        | 17,00   | 46,00   | 10,50   | 63,00  |      |
| 27  | 25             | 29     | Hanne Eilertsen      | Norvegia                   | 39,75   | 17,50   | 12,75   | 57,25  |      |
| 28  | 29             | 26     | Lea Jugovac          | Croația                    | 9,25    | 15,00   | 10,00   | 24,25  |      |
| 29  | 27             | 21     | Lucile Lefevre       | Franța                     | 19,00   | 15,00   | 20,00   | 20,00  |      |
| 30  | 12             | 23     | Julia Marino         | Statele Unite ale Americii | NS      | NS      | NS      | NS     |      |

## Rezultate finală
| Loc | Nr. de concurs | Ordine | Nume                 | Țară                       | Manșa 1 | Manșa 2 | Manșa 3 | Total  |
| --- | -------------- | ------ | -------------------- | -------------------------- | ------- | ------- | ------- | ------ |
| 1   | 7              | 7      | Anna Gasser          | Austria                    | 90,00   | 86,75   | 95,50   | 185,50 |
| 2   | 2              | 12     | Zoi Sadowski-Synnott | Noua Zeelandă              | 93,25   | 83,75   | 30,25   | 177,00 |
| 3   | 6              | 11     | Kokomo Murase        | Japonia                    | 80,00   | 91,50   | 12,00   | 171,50 |
| 4   | 3              | 10     | Reira Iwabuchi       | Japonia                    | 83,75   | 82,25   | 37,00   | 166,00 |
| 5   | 30             | 4      | Rong Ge              | China                      | 29,00   | 85,75   | 74,25   | 160,00 |
| 6   | 13             | 2      | Melissa Peperkamp    | Olanda                     | 64,25   | 72,00   | 69,75   | 141,75 |
| 7   | 17             | 3      | Jasmine Baird        | Canada                     | 68,75   | 48,75   | 61,25   | 130,00 |
| 8   | 9              | 9      | Laurie Blouin        | Canada                     | 13,50   | 86,25   | 28,75   | 115,00 |
| 9   | 8              | 6      | Tess Coady           | Australia                  | 85.00   | 29.75   | 8,50    | 114,75 |
| 10  | 11             | 5      | Annika Morgan        | Germania                   | 15,50   | 73,50   | 14,50   | 88,00  |
| 11  | 1              | 8      | Miyabi Onitsuka      | Japonia                    | 9,50    | 54,50   | 10,75   | 65,25  |
| 12  | 15             | 1      | Hailey Langland      | Statele Unite ale Americii | 25,25   | 31,00   | 22,25   | 56,25  |